# Mos Eisley

Mos Eisley

Mos Eisley (ejtsd: mosz ájzli) a Csillagok háborúja elképzelt univerzumában a Tatuin bolygó egyik városa. Az Egy új remény és A jedi visszatér című filmekben jelenik meg.

## Leírása
Nagyjából 80 km-re északra található Anchoreheadtől, Jabba, a hutt sivatagi palotájától nem messze. Judland Wastes-től északkeletre, egy hatalmas völgyben fekszik.
A Tatuinon Mos Eisley városában van az egyik legnagyobb űrkikötő, ahol az utazók és tisztes kereskedők mellett szép számmal találhatók kalózok, csempészek, szerencselovagok és mindenféle bűnözők, akik a legkülönbözőbb fajokból kerülnek ki. Obi-Wan Kenobi úgy jellemezte a helyet, mint „itt gyűlik össze a galaxis leghitványabb söpredéke."
Kör alakú, földbe süllyesztett leszállópályák sorakoznak szabályos rendben a város központja körül, ahonnan szinte folyamatosan szállnak le- és fel a más rendszerekbe induló személyszállító hajók. Ezekből 362 található a városban.
Az űrkikötőhöz 97 olyan dokkoló hangár tartozik, ahol a nagyobb gépek le tudnak szállni. Ezen felül csak néhány olyan van, ahol a legnagyobb teherszállító gép is landolni tud, ezek közé tartozik például a 94-es dokkoló hangár is, ahol Han Solo a Millennium Falconnal dokkolt. A legnagyobb hangárok általában magán- vagy vállalati kézben vannak.
A városban található a „Mos Eisley kantin” (ismert még „Chalmun kantinja” néven is), a Jango Fett sportaréna, és a birodalmi helyőrség egyik bázisa.
A kantinban játszik a „Figrin D'an és a modális csomópontok” nevű fúvószenekar (ismert még egyszerűbben, mint a „kantini zenekar”, melynek tagjai kopaszok és nagy, fekete szemük van). A filmben „Figrin D'an and the Modal Nodes” néven szerepelnek.
A kantinnal szemben egy ócskavastelep található, ahol bárki elhelyezheti használhatatlan fémalkatrészeit, mások viszont ingyen magukévá tehetik a számukra még hasznosíthatónak vélt alkatrészt. A kantin közelében használt homoksiklókat is lehet adni/venni.
A város maga nagyjából két részre osztható, az egyik az Új Negyed, a másik a Régi Negyed. Ez utóbbi a valamikori lezuhant roncs köré épült ki, errefelé találhatók a városban a legkétesebb alakok. Jabba is itt rendezte be lakhelyét, továbbá itt van a jól ismert Mos Eisley kantin, aminek Chalmun vuki a tulajdonosa. Az Új Negyed elegánsabb házakkal és lakókkal rendelkezik, itt találhatók a tisztességesebb kereskedők és a turisták által favorizált helyek. Azonban a csempészet és a feketepiac ez alatt az álca alatt is fellelhető.
A város a forró sivatagi éghajlat miatt nagyrészt a föld alá épült, ezért a felszínen csak kevés látszik belőle.

## Lakossága
Az évszaktól függően 40-60 000 fő között változik. Már az alapításakor a kereskedelmet figyelembe véve építették. A középpontjából energia- és vízellátó rendszerek indulnak ki sugaras irányban. Már a legrégebbi épületeket is úgy tervezték, hogy védelmet nyújtsanak a kettős nap perzselő sugarai ellen.
Állandó lakosainak kis létszámú, de fontos csoportját alkotják a párafarmerek, akik nem a városban, hanem annak környékén élnek, és a légkörből kicsapódó párából az értékes ivóvizet állítják elő. Azonban csak akkor hozzák ide az árujukat, ha Anchorhead és Bestine piacai telítettek, mert tartanak a városban fellelhető kétes elemektől.
A városban rendszeresen megfordulnak illegális fegyver- és fűszerkereskedők (szállítmányukkal együtt), akiket a kis létszámú vámhivatal nem képes ellenőrizni.

## Történelme
Egyesek úgy tudják, 85 évvel a Yavini csata előtt Noosh Feteel és mások alapították a várost. Mások szerint a bolygó kolonizációjának kezdetén az Özvegy Királynő (Dowager Queen) kereskedelmi csillaghajó lezuhant a sivatagban, és romjai körül kezdett kiépülni a város. Akárhogy is, először mint legfontosabbat, a víz- és energiaellátást dolgozták ki, melyek életadó vonalai a valamikori roncs helyszínéről indulnak ki. Ennek pontos helyét később már csak csavargók és prédikátorok keresték fel.
Az űrkikötő a túlságosan nyüzsgő Anchorhead űrkikötőjének ellenében épült meg, amit sok utas túl drágának talált.
Rodiai menekültek segítettek a leszállópályák építésében. Bár a munkájuk köré felépült az egész város, korrupt múltjuk a kicsapongást és a bűn különféle formáit is magával hozta.
Amikor a fogathajtóversenyek népszerűsége csökkenni kezdett, a szomszédos város, Mos Espa kereskedelme és turizmusa is hanyatlani kezdett. Ekkortól vált jelentősebbé Mos Eisley, és lett a bolygó (nem hivatalos) fővárosa. Jabba, a bűnözők vezetője is ide helyezte át lakhelyét.
Amikor a Birodalom jutott hatalomra, egy helyi kormányzót neveztek ki, aki egy Birodalmi Prefektúrát hozott létre a városban. A Yavini csata idején a prefektus lusta ember volt, egy bizonyos Orun Depp, akit egy merénylő droid megölt. Helyette Eugene Talmontot nevezték ki.
Jabba halála után a városban felfordulás alakult ki, épületeinek egy része leégett vagy kifosztották. Egy ideig Tatuin elszigetelődött a kereskedelmi útvonalaktól, mert űrkikötője használhatatlan volt.

## Megjelenése

### Film
- Egy új remény (1977)
- A Birodalom visszavág (1980)
- A Jedi visszatér (1983)
- Az ébredő Erő (2015)
- Az utolsó Jedik (2017)
- Solo: Egy Star Wars-történet (2018)
- Skywalker kora (2019)

Az Egy új reményben Mos Eisley az a találkozási pont, ahol Luke Skywalker, Obi-Wan Kenobi és Han Solo, valamit pilótatársa, Csubakka először találkoznak.
Obi-Wan Kenobi a társaival együtt az Alderaan bolygóhoz szeretne eljutni, hogy a Birodalom által épített Halálcsillag terveit eljuttassák a Lázadók Szövetségéhez, Han Solo, a csempész pedig minél előbb távozni akar hajójával, a Millennium Falconnal, mivel nagy összegű tartozása van Jabbával, a huttal szemben, amit pillanatnyilag nem tud rendezni.
A birodalmiak R2-D2 és C-3PO nyomára szeretnének jutni, mert tudomásukra jutott, hogy a Halálcsillag tervei hozzájuk kerülhettek. Egy kém a robotok nyomára vezeti a birodalmiakat, akik körbeveszik a kantint és lezárják a hangárokat, Han Solónak és utasainak azonban sikerül felszállniuk, bár a birodalmiak tüzet nyitnak rájuk.

### Sorozat
A The Mandalorian 5. és 9. fejezetében Peli Motto szervizébe megy Mando. Először csak a hajója miatt, másodszor pedig egy mandalore-it keres.
A The Book of Boba Fett visszaemlékezéseiben jött el ide kétszer Boba Fett. Először hogy megkeresse a Pyke szindikátus székhelyét, másodszor pedig, hogy megmentse Fennec Shand életét.

### Videojáték

#### Legendák
- Star Wars: Rogue Squadron
- Star Wars: Battlefront (2003)
- Star Wars: Battlefront II (2005)
- Star Wars: Jedi Knight: Jedi Academy
- Star Wars: The Phantom Menace

#### Kánon
- Star Wars: Battlefront II (2017)

### Képregény

#### Legendák
- Star Wars: Republic: Outlander
- The Hovel on Terk Street
- Underworld: The Yavin Vassilika
- Star Wars 2: Six Against the Galaxy

#### Kánon
- Star Wars: Han Solo
- Star Wars: 1-13 (képregénysorozat)

## Forgatási körülmények
Mos Eisley külső felvételeit Tunéziában, Dzserba szigetén vették fel. George Lucas rendező elégedetlen volt a felvételek akkori technikai korlátaival, mert nem tudta érzékeltetni Mos Eisley hangulatát. Erre csak a film 1997-es különleges kiadásakor (special edition) adódott lehetőség, amikor a hátteret digitálisan feljavított felvételekkel töltötték ki, amik a le- és felszálló hajókat és az utcán zajló életet ábrázolták.

## Fordítás
- Ez a szócikk részben vagy egészben  a   Mos Eisley című angol Wikipédia-szócikk fordításán alapul.  Az eredeti cikk szerkesztőit annak laptörténete sorolja fel. Ez a jelzés csupán a megfogalmazás eredetét és a szerzői jogokat jelzi, nem szolgál a cikkben szereplő információk forrásmegjelöléseként.